# Gypona stylata
Gypona stylata är en insektsart som beskrevs av Delong och Freytag 1962. Gypona stylata ingår i släktet Gypona och familjen dvärgstritar. Inga underarter finns listade i Catalogue of Life.